# Montipora cocosensis
Montipora cocosensis là một loài san hô trong họ Acroporidae. Loài này được Vaughan mô tả khoa học năm 1918.